# Saint-Maurice-la-Clouère
Saint-Maurice-la-Clouère – miejscowość i gmina we Francji, w regionie Nowa Akwitania, w departamencie Vienne.
Według danych na rok 1990 gminę zamieszkiwały 952 osoby, a gęstość zaludnienia wynosiła 24 osoby/km² (wśród 1467 gmin regionu Poitou-Charentes, Saint-Maurice-la-Clouère plasuje się na 331. miejscu pod względem liczby ludności, natomiast pod względem powierzchni na miejscu 78.).